# AMD-690-Serie
Die AMD-690-Serie ist eine Chipsatz-Familie von AMD für AMDs K8- und K9-Prozessoren. Die ersten Modelle wurden am 28. Februar 2007 vorgestellt.

## Modellübersicht
Alle Chipsätze sind nach der verwendeten Northbridge benannt.
Der IGP der 690-Serie ist ein Derivat der Radeon X700. Oft werden die Radeon Xpress X1200, X1250 und X1270 IGP als Radeon X1200 Serie identifiziert. Es kann daher zu Verwechslungen kommen.

### Northbridges
| Modell                      | Codename | Erscheinungsdatum | Fertigungsprozess (nm) | CPU-Anbindung   | IGP                 | PCI-Express Lanes | Southbridge | Multi-GPU-Technik | TDP |
| --------------------------- | -------- | ----------------- | ---------------------- | --------------- | ------------------- | ----------------- | ----------- | ----------------- | --- |
| AMD 690G                    | RS690    | 28. Februar 2007  | 80                     | 1000 MHz HT 2.0 | Radeon Xpress X1250 | 24 (PCIe 1.1)     | SB600       | ?                 |     |
| AMD 690V                    | RS690C   | 28. Februar 2007  | 80                     | 1000 MHz HT 2.0 | Radeon Xpress X1200 | 24 (PCIe 1.1)     | SB600       | ?                 |     |
| AMD M690V (Mobile)          | RS690MC  | 28. März 2007     | 80                     | 800 MHz HT 2.0  | Radeon Xpress X1200 | 16 (PCIe 1.1)     | SB600       | ?                 |     |
| AMD M690T (Mobile High-End) | RS690T   | 28. März 2007     | 80                     | 800 MHz HT 2.0  | Radeon Xpress X1270 | 24 (PCIe 1.1)     | SB600       | ?                 |     |
| AMD M690E (Embedded)        | RS690E   | 21. Januar 2008   | 80                     | 800 MHz HT 2.0  | Radeon Xpress X1250 | 16 (PCIe 1.1)     | SB600       | ?                 |     |

1. ↑  Jeweils 4 der angegebenen Lanes sind für die Anbindung des Southbridges reserviert (Siehe: ATI A-Link Express II)

#### Integrierte Grafik (IGP)
Die Chipsätze der AMD 690er Serie verfügen über einen integrierten Grafikkern (IGP). Diese Funktionen werden hier gelistet.
| Modell              | DirectX API | Videobeschleunigung | Videobeschleunigung | Unterstützte Video-Formate | Unterstützte Video-Formate | Unterstützte Video-Formate | Multi-GPU-Technik | Takt in MHz | Sonstige Video Funktionen | Unterstützte Videoausgabe-Modi | Unterstützte Videoausgabe-Modi | Unterstützte Videoausgabe-Modi | Unterstützte Videoausgabe-Modi | SurroundView (Multi-display) |
| Modell              | DirectX API | AVIVO               | AVIVO HD+ UVD+AVP   | MPEG-2                     | H.264                      | VC-1                       | Multi-GPU-Technik | Takt in MHz | Sonstige Video Funktionen | DisplayPort (mit DPCP)         | HDMI 1.2a (mit HDCP)           | DVI (mit HDCP)                 | D-Sub                          | SurroundView (Multi-display) |
| ------------------- | ----------- | ------------------- | ------------------- | -------------------------- | -------------------------- | -------------------------- | ----------------- | ----------- | ------------------------- | ------------------------------ | ------------------------------ | ------------------------------ | ------------------------------ | ---------------------------- |
| Radeon Xpress X1270 | 9.0c        | Ja                  | Nein                | teilweise                  | teilweise                  | teilweise                  | Nein              | 400         | -                         | Nein                           | Ja                             | Ja                             | Ja                             |                              |
| Radeon Xpress X1250 | 9.0c        | Ja                  | Nein                | teilweise                  | teilweise                  | teilweise                  | Nein              | 400         | -                         | Nein                           | Ja                             | Ja                             | Ja                             |                              |
| Radeon Xpress X1200 | 9.0c        | Ja                  | Nein                | teilweise                  | teilweise                  | teilweise                  | Nein              | 350         | -                         | Nein                           | Nein                           | Nein                           | Ja                             |                              |

### Southbridges
| Modell | Fertigung | PATA       | SATA       | Unterstützte RAID-Modi | USB-Anbindungen | Ethernet | Audio | Sonstiges | TDP |
| ------ | --------- | ---------- | ---------- | ---------------------- | --------------- | -------- | ----- | --------- | --- |
| SB600  | 130 nm    | 2× ATA-133 | 4× SATA-II | 0, 1, 0+1              | 10× USB 2.0     | -        | HDA   |           |     |